# Bunocotyle mugilis
Bunocotyle mugilis är en plattmaskart. Bunocotyle mugilis ingår i släktet Bunocotyle och familjen Hemiuridae. Inga underarter finns listade i Catalogue of Life.